# Franjo Milićević
Franjo Milićević (Veliki Ograđenik, 10. listopada 1835. – Mostar, 8. veljače 1903.) bio je hrvatski katolički svećenik, pisac i tiskar.

## Životopis
Pučkoškolsku naobrazbu stekao je kod franjevaca u Mostaru, a filozofiju i teologiju studirao u Perugi, Spoletu, Narmi i Camerunu. Služio je kao kapelan, župnik i gvardijan u Veljacima, Gradnićima, Zavojanima, Sumartinu na Braču, Igranima do 1871. Na inicijativu biskupa Kraljevića dolazi u Mostar 1871. godine.
Utemeljio je prvu hrvatsku tiskaru u BiH pod imenom „Tiskara katoličkog poslanstva u Hercegovini”. Također, pokrenuo je nekoliko hrvatskih novina u Bosni i Hercegovini: „Hercegovački bosiljak”, „Novi hercegovački bosiljak”, „Glas Hercegovca” i „Osvit”).

## Djela
- Perivoj darova nebeskih (1867.)
- Pravopis za niže učione katoličke u Hercegovini (1873.)
- Mladi Hercegovac (kalendar, 1873.)
- Hercegovac ili koledar hercegovački novi i stari (1874.)
- Nauk katolički za III razred pučkih učionicah u Hercegovini (1874.)
- Nova slovnica talijanska (1874.)
- Novi bukvar ili početnica za pučke učionice u Hercegovini (1874.)
- Kita bogoljubnosti (1876.)
- Mali stolitnjak ili koledar za sto godinah (1878.)
- Skladanja (sintassa) ili druga strana slikovnice talijanske (1878.)
- Hercegovački bosiljak (list, 1883.)
- Novi hercegovački bosiljak (1884/85.)
- Glas Hercegovca (1885/86.).

## Počasti
- Međunarodni znanstveni simpozij u organizaciji Hercegovačke franjevačke provincije, Sveučilišta u Mostaru i HAZU BiH (27. studenog 2015., Mostar).[1]
- „Zbornik Fra (don) Franjo Milićević, hrvatski narodni preporoditelj (u povodu 180. obljetnice njegova rođenja)”, Mostar: Fram-Ziral, 2016.[1]

### Članci
- Vasilj, Marija. 2016. Fra (don) Franjo Milićević, hrvatski narodni preporoditelj (u povodu 180. obljetnice njegova rođenja). Hum. Filozofski fakultet Sveučilišta u Mostaru. Mostar. 11: 259–264